# Problepsis meroearia
Problepsis meroearia är en fjärilsart som beskrevs av Saalmüller 1884. Problepsis meroearia ingår i släktet Problepsis och familjen mätare. Inga underarter finns listade i Catalogue of Life.